# Mata (Rio Grande do Sul)
Mata est une municipalité brésilienne située dans l'État du Rio Grande do Sul.